# Gobernación de Irkutsk
La gobernación de Irkutsk (en ruso Иркутская губерния) fue una división administrativa del Imperio ruso y después de la RSFS de Rusia ubicada en Siberia oriental con capital en la ciudad de Irkutsk. Creada en 1764, existió hasta 1925.
En 1708, el Prikaz de Siberia fue reemplazado por la gobernación de Siberia, reagrupando los territorios entre Viatka y Kamchatka. Este gobierno devino en 1764 en el zarato de Siberia (Сибирское царство), compuesto de los gobiernos generales de Tobolsk e Irkutsk. A principios del siglo XIX la administración de Siberia fue reformada, y la gobernación de Irkutsk cedió una parte de su territorio a las nuevas entidades creadas. El alejamiento geográfico del gobierno la hizo un lugar de deportación para la administración rusa, dándose así en 1866 una población de 18 000 exiliados polacos después de las insurrecciones de 1830 y 1863.
Después de la guerra civil rusa la gobernación se reorganizó, pasando de cinco a tres distritos y después abolida. Su territorio pasó a formar entonces parte del krai de Siberia (1925-1930).

## Geografía
La gobernación de Irkutsk, en sus fronteras del siglo XIX, limitaba con China, la gobernación de Yeniseisk, las óblasts de Yakutsk y de Transbaikalia.
El territorio del gobierno de Irkutsk corresponde principalmente a la actual óblast de Irkutsk.

## Subdivisions administrativas
Al principio del siglo XIX, la gobernación  de Irkutsk estaba dividido en 5 distritos: Balagansk, Verjolensk, Irkutsk, Kírensk y Nizhneúdinsk.

## Población
En 1897, la población de la gobernación era de 514 267 habitantes, de los cuales 73,1% eran rusos, 21,2% eran buriatos, 1,4% eran judíos y 1,4% eran tártaros así como de las minorías yakutas, evenkis y polacas.